# استودان شماره ۱ چین
استودان شماره ۱ چین مربوط به الیمائی است و در شهرستان بویراحمد، بخش لوداب، روستای صفرآباد واقع شده و این اثر در تاریخ ۷ مهر ۱۳۸۱ با شمارهٔ ثبت ۶۲۷۴ به‌عنوان یکی از آثار ملی ایران به ثبت رسیده است.